# Ďábel

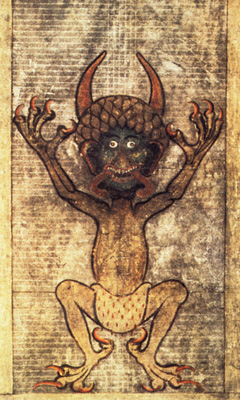
Vyobrazení ďábla v české knize Codex gigas

Ďábel je postava, která ztělesňuje zlo. V různých náboženstvích, jako je křesťanství a islám je to bytost považovaná za nezávislou a nadpřirozenou. Všechno zlo není vždy ztělesněno v podobě jediného ďábla, ale příležitostně se objeví spousta ďáblů v podobě zlomyslných démonů, kteří jsou zpravidla podřízeni nejvyššímu ďáblu. Z hlediska tradiční křesťanské tradice se ďábel objevuje v Bibli jen jako postava, která neinhibuje peklo, ale svůj čas tráví na zemi. Jedinou výjimku tvoří kniha Jób, jež je jediná, kde se ďábel aktivně podílí na celém příběhu.
Z hlediska náboženské historie je ďábel prototypem zla a vyvinul se v různých starověkých kulturách (například Írán, Řecko, Babylon). Čím více se myšlenka benevolentního Boha rozvíjela, tím více se zlo zhušťovalo v jeho protivníka. V závislosti na náboženství, kulturní epoše a místě jsou ďáblovi přiřazována další jména a vlastnosti. Zoroastrismus představuje dualistický pohled na svět. Zde je Angra Mainju považován za ztělesnění ničivé síly ve vesmíru, představující pravěkého oponenta Ahury Mazdy. V buddhismu Mára nebo také Devadatta zaujal místo „ďábelského“ svůdce a byl identifikován s Iblísem (Satanem v islámu) na muslimském publiku podél Hedvábné stezky.

## Pojetí ďábla v náboženstvích

### Judaismus
Při překladu hebrejských textů Job 1 a Zachariáš 3 do řečtiny se hebrejský ha-satan stal diabolos (ďáblem) Septuaginty. Pojetí satana v judaismu se jasně liší od pojetí a používání pojmu satan v křesťanství a islámu. Judaismus postrádá představu o Satanovi jako ďábelské osobnosti. Zlo nepřijímá nezávislou podobu, ale sám Bůh obsahuje zlého ducha, kterého může vyslat podle libosti v podobě podřízeného satana. Z důvodu výkladu a výkladu Tanach prostřednictvím příslušných znalců existují značné rozdíly.

### Křesťanství
V křesťanství je ďábel ztělesněním zla. Od svatého Augustina křesťanské tradice již nerozlišují mezi ďábly a démony.  Nejvyšší ďábel se také nazývá (odchyluje se od starozákonního významu těchto jmen) Satanem nebo Luciferem. Ďáblové jsou považováni za padlé anděly, kteří se vzbouřili proti Bohu. Některá heretická hnutí (například gnosticismus, marcionismus, manicheismus) měla představu dualismu podle které lidé v poutech ke zlému, menšímu Bohu, stvořiteli hmoty, a věřili, že spása přijde pouze prostřednictvím zásahu milostivého Boha. Veškeré utrpení, nepořádek a zlo byly ztělesňovány jako ďábel nebo antikrist, jejichž představitelé jsou často považováni za Židy, z nichž ve středověkém křesťanství vznikla silná démonologie.

### Islám
Ztělesnění absolutního zla, které představuje protipól k Bohu (Alláhovi), je islámu cizí. Vzhledem k tomu, že podle islámského chápání Boží jednoty musí být Alláh autorem všech věcí, podle většiny muslimských názorů neexistuje žádné vnitřní zlo. Mu'tazila jsou výjimkou. Místo toho jsou činy, které jsou v rozporu s Alláhovým zákonem, považovány za zavrženíhodné.

### Zoroastrismus
Zoroastrismus, má dualistický charakter. Příběh stvoření zoroastrismu říká, že v prvních 3000 letech Ahura Mazda (Bůh) nejprve vytvořila oblohu ve tvaru vejce a poté Zemi a rostliny dlouhým vládnoucím vánkem. Ve druhém cyklu 3000 let se objevila prvotní zvířata a pak prehistorický člověk. Následovalo vloupání Angra Mainju („ďábla“), který zabil prehistorického člověka a prvotní zvíře a zahájil období boje, které skončilo až narozením Zarathustry. Tato událost se shodovala s 31. rokem vlády krále Vistaspy. A od té doby uplyne znovu 3000 let, dokud Spasitel Saoschjant narodí se, kdo zničí zlé duchy a způsobí nový, nesmrtelný svět; mrtví také vstanou z mrtvých.

### Manicheismus
Manicheismus je zaniklé náboženství, které vzniklo ve třetím století, učil dualismus mezi silami světla a temnoty. Podle manichejského pojetí jsou Bůh a ďábel zcela odlišní. Před lety existovaly oba principy dobrého a špatného samostatně, ale spojily se, když bytosti temnoty zaútočily na svět světla. Manicheismus tak odmítá rovnici ďábla s padlým andělem, Satanem; V manichaeismu zlo nemá původ v tvůrčím aktu nebo v nebeském světě Božím, nýbrž pochází z jeho vlastního království, světa temnoty. Ďábel se skládá z pěti různých tvarů: ryby, orla, lva, draka a démona. Manicheismus zná ďábla jako „knížete temnoty“, ale podle publika se také nazývá Satanas , Ahriman, al-ayṭān nebo Iblis al Qadim. Jako protiklad ke kreativnímu a dobrému Bohu se ďábel může rozmnožovat pouze prostřednictvím sexuálního aktu, ale ne sám vytváří bytosti z ničeho. K dětem ďábla patří také Saklas a Nebroel, dva zlí duchové v gnostické literatuře. Božstvo, s nímž Mojžíš podle Bible mluvil, by nebyl Bohem, ale knížetem temnoty.

## Zobrazení v umění
Vzhledem k tomu, že bible se téměř nezmiňuje o vzhledu ďábla, bylo zobrazení této bytosti ponecháno na umělcově interpretaci. Přidali své vlastní odpudivé fyziognomické rysy. Umělci nerozlišují mezi nejvyšším ďáblem a „menšími“ ďábelskými duchy. Ikonografické atributy křesťanského ďábla sahají částečně k pohanským bohům, například k řeckému bohu Panovi. Ďábel je obvykle zobrazován jako černý a chlupatý, s jednou nebo dvěma kozíma nebo koňskýma nohama, beraními rohy a ocasem. K čertovi se občas přidávají i netopýří křídla. Ve výtvarném umění mají postavy čertů především apotropaické záměry. Někdy je vnějšek kostelů vyzdoben sochami ďábla, protože křesťan má postavy zla „pošlapávat“ a jakoby vyzývat k všímavosti, aby působil proti církevnímu spánku.
Romantismus jako reakce na osvícenský racionalismus vyhledával témata racionalisty potlačovaná, například city nebo divokou přírodu. Někteří romantici objevili také téma ďábla jako buřiče a rebela a začali věnovat pozornost jeho kouzlu. Velký vliv zde mělo Goethovo básnické zpracování rané novověké lidové pověsti o mistru Faustovi.